# رود بیرما
رود بیرما (انگلیسی: Byrma) یک رودخانه در سرزمین پرم کشور روسیه است.